# Valkyrie (Hillman Periodicals)
Valkyrie est un personnage de comics créé en novembre 1943 dans la revue Air Fighters Comics par Fred Kida (dessinateur)

## Origines
L’entrée des États-Unis dans la Seconde Guerre mondiale entraine la création d’un certain nombre de héros. Parmi ceux-ci Airboy, un jeune aviateur américain qui apparaît pour la première fois dans le #2 d’Air Fighters Comics (novembre 1942) d’Hillman Periodicals.
Un an plus tard, il est opposé à Liselotte von Schellendorf et ses Airmaidens. Cette aviatrice a un faux air de Dragon Lady (1934), l’un des personnages de la série Terry et les Pirates, à ceci près qu’elle est allemande et non chinoise. À l’instar de l’asiatique, Liselotte qu’on appelle désormais plus volontiers par son surnom de Valkyrie va se ranger du côté des alliés et devenir une héroïne positive.
Après 6 épisodes et 89 planches, elle va entrer dans un long sommeil de 40 ans. Une réédition par Ken Pierce Inc. de ses 5 premières aventures la sort momentanément de l’oubli, suffisamment en tout cas pour qu’Eclipse Comics qui a déjà repris les droits d’Airboy s’empare du personnage.
Deux mini-séries, situées à l’époque moderne, vont donc être publiées en 1987 et 1988.
Dans l’équipe éditoriale on relève les noms de Chuck Dixon au scénario, c’est d’ailleurs l’un de ses premiers travaux en tant que professionnel, et Paul Gulacy aux dessins. À cette époque, l’artiste travaille depuis déjà plus de 10 ans pour des groupes aussi renommées que Marvel Comics ou Warren Publishing.
Si on retrouve Chuck Dixon pour la deuxième mini-série, c’est Brent Anderson qui officie cette fois aux dessins. C’est alors un jeune illustrateur prometteur qui vient de décrocher en 1985 l’Inkpot Award.

## Publications

### Hillman Periodicals
Air Fighters Comics #14 (novembre 1943)
1. Airboy meets Valkyrie -13 planches (dessinateur : Fred Kida) –repris dans l’édition Ken Pierce, Inc. (1982)
Air Fighters Comics #19 (avril 1944)
2. The Death Lights -13 planches (dessinateur : Fred Kida) –repris dans l’édition Ken Pierce, Inc. (1982)
Airboy Comics #24 (janvier 1946)
NB : La numérotation d’Airboy suit celle d’Air Fighters Comics.
3. The Return of Misery -13 planches (dessinateur : Fred Kida) –repris dans l’édition Ken Pierce, Inc. (1982)
Airboy Comics #29 (juillet 1946)
4. An American Legend -13 planches (dessinateur : Fred Kida / scénariste : Dick Wood) –repris dans l’édition Ken Pierce, Inc. (1982)
Airboy Comics #35 (janvier 1947)
5. The Wind of Battle -22 planches (dessinateur : Fred Kida / scénariste : Dick Wood) –repris dans l’édition Ken Pierce, Inc. (1982)
Airboy Comics #45 (novembre 1947)
6. Valkyrie’s Viking Flying Club -15 planches (dessinateur : Arthur Peddy) –non repris dans l’édition Ken Pierce, Inc. (1982)

### Eclipse
1re mini-série de 70 planches (Scénario : Chuck Dixon / Dessin : Paul Gulacy)
Valkyrie #1 (mai 1987)
Exposure – 23 planches –repris dans l’album Valkyrie : Prisoner of the Past (1987)
Valkyrie #2 (juin 1987)
Capture – 23 planches –repris dans l’album Valkyrie : Prisoner of the Past (1987)
Valkyrie #3 (août 1987)
Trial ! – 24 planches –repris dans l’album Valkyrie : Prisoner of the Past (1987)
2e mini-série de 80 planches (Scénario : Chuck Dixon / Dessin : Brent Anderson)
Valkyrie (II) #1 (juillet 1988)
Party Girl – 28 planches
Valkyrie (II) #2 (août 1988)
The Eternal  – 26 planches
Valkyrie (II) #3 (septembre 1988)
Your Cold, Cold Heart – 26 planches
Total Eclipse (mai 1988-avril 1989)
Valkyrie est présente dans les 5 numéros de cette revue. Elle apparaît lors d'un cycle de 162 planches signées Marv Wolfman (scénario) et Bo Hampton (dessins) mais contrairement aux précédentes apparitions, elle n'est qu'un des multiples personnages de cette série, laquelle intègre toute une galerie de héros plus ou moins issue de la saga d'Airboy comme Skywolf, Sgt Strike, etc.